# Stemonyphantes griseus
Stemonyphantes griseus là một loài nhện trong họ Linyphiidae.
Loài này thuộc chi Stemonyphantes. Stemonyphantes griseus được Ehrenfried Schenkel-Haas miêu tả năm 1936.